# Lee Trevino
Lee Buck Trevino (* 1. prosince 1939, Dallas) je bývalý americký profesionální golfista. Narodil se v mexicko-americké rodině. Na PGA Tour si za svou kariéru připsal 29 vítězství. Z grandslamových turnajů (či též tzv. majorů) dvakrát vyhrál US Open (1968, 1971), dvakrát The Open Championship (1971, 1972) a dvakrát PGA Championship (1974, 1984).
Roku 1970 se stal peněžním vítězem PGA Tour, o rok později získal největší počet vítězství. V roce 1974 na Greater New Orleans Open se mu podařilo nejen vyhrát, ale také zahrát celý turnaj bez jediného bogey (za celou historii profesionálního golfu se turnaj bez bogey podařil jen několika hráčům). V roce 1981 byl uveden do mezinárodní golfové síně slávy.